# Abdelatif Bahdari
Abdelatif Bahdari (en árabe: عبد اللطيف البهداري‎; Gaza, Palestina; 20 de febrero de 1984) es un futbolista del estado de Palestina que juega en la posición de defensa y que actualmente milita en el Markaz Balata de la Liga Premier de Cisjordania.

## Carrera

### Club
| Periodo   | Club                   |
| --------- | ---------------------- |
| 2001–2003 | Gaza Sport             |
| 2002–2004 | Al-Meshtal             |
| 2004–2009 | Khadamat Rafah         |
| 2007–2008 | → Al-Am'ary (cedido)   |
| 2008–2009 | → Hilal Ariha (cedido) |
| 2009–2011 | Al-Wehdat SC           |
| 2011–2013 | Hajer Club             |
| 2013–2014 | Zakho FC               |
| 2014–2015 | Al-Wehdat SC           |
| 2015–2016 | Shabab Al-Khalil       |
| 2016–2017 | Tala'ea El-Gaish SC    |
| 2017      | Abnaa Al-Quds          |
| 2017–2018 | Shabab Al-Khalil       |
| 2018–     | Markaz Balata          |

### Selección nacional
Debutó con Palestina en 2007 y su primer gol lo anotó el 6 de septiembre de 2014 en la victoria por 7-3 ante China Taipéi en Manila por la Copa de la Paz de Filipinas.
Ganó la Copa Desafío de la AFC 2014 y la Bangabandhu Cup de 2018, además de participar en la ediciones de Copa Asiática de 2015 y 2019 y de los Juegos Asiáticos de 2006 y 2018, y actualmente es el jugador con más apariciones con la selección nacional.

## Logros

### Individual
- Mejor jugador de la Bangabandhu Cup de 2018

### Club

#### Al-Wehdat
- Jordan Premier League: 2010–11, 2014–15
- Jordan FA Cup: 2009–10, 2010–11
- Jordan FA Shield: 2010
- Jordan Super Cup: 2009, 2010
- West Bank Premier League: 2015/16

### Selección nacional
- AFC Challenge Cup: 2014
- Bangabandhu Cup: 2018